# Haus Brühl

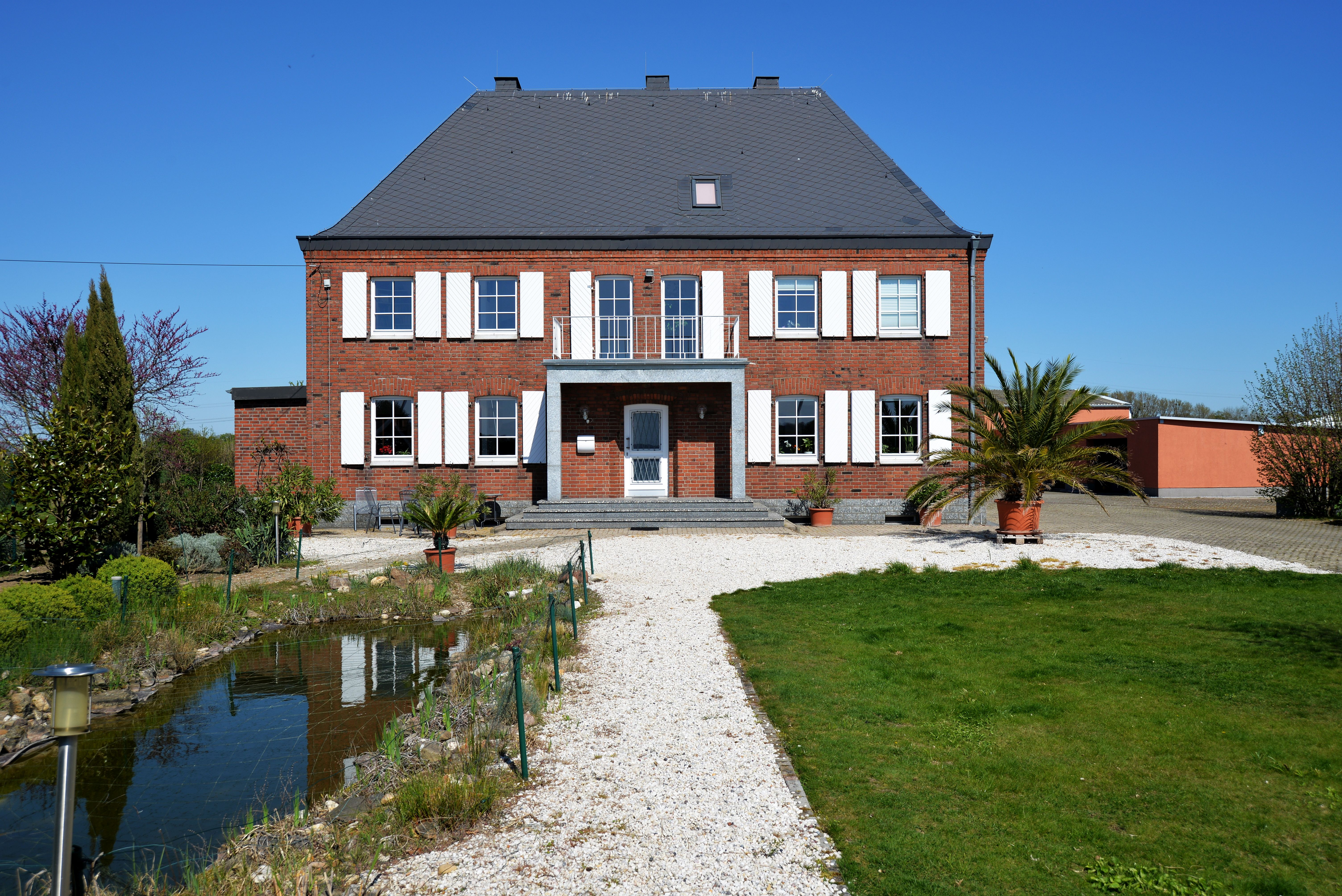
Haus Brühl in Merzenhausen

Haus Brühl ist eine Villa im Stil der Heimatschutzarchitektur, die der Architekt Ernst Walther (1917–2010) in den Jahren 1948 und 1949 im Auftrag des niederländischen Kaufmanns Cornelius Hubert Coenen (1894–1984) in Merzenhausen erbaut hat.

## Hintergrund
Coenen, der seinen Lebensmittel-Großhandel nach der Hochzeit mit Sibylla Dohmen 1925 aus seiner limburgischen Heimatgemeinde Maasniel (Weiler Spik) nach Niederkrüchten verlegt hatte, war in der Zeit des Nationalsozialismus enteignet worden. Mit dem Bau der Villa demonstrierte er im ehemaligen nationalsozialistischen Musterdorf Merzenhausen, dem Geburtsort seiner deutschstämmigen Frau, sein wiedergewonnenes Selbstbewusstsein. Dorthin hatte es die fast mittellose Familie mit drei Kindern verschlagen, nachdem ihr die Ausreise nach Spik von den deutschen Behörden 1939 verwehrt worden war.

## Baugeschichte

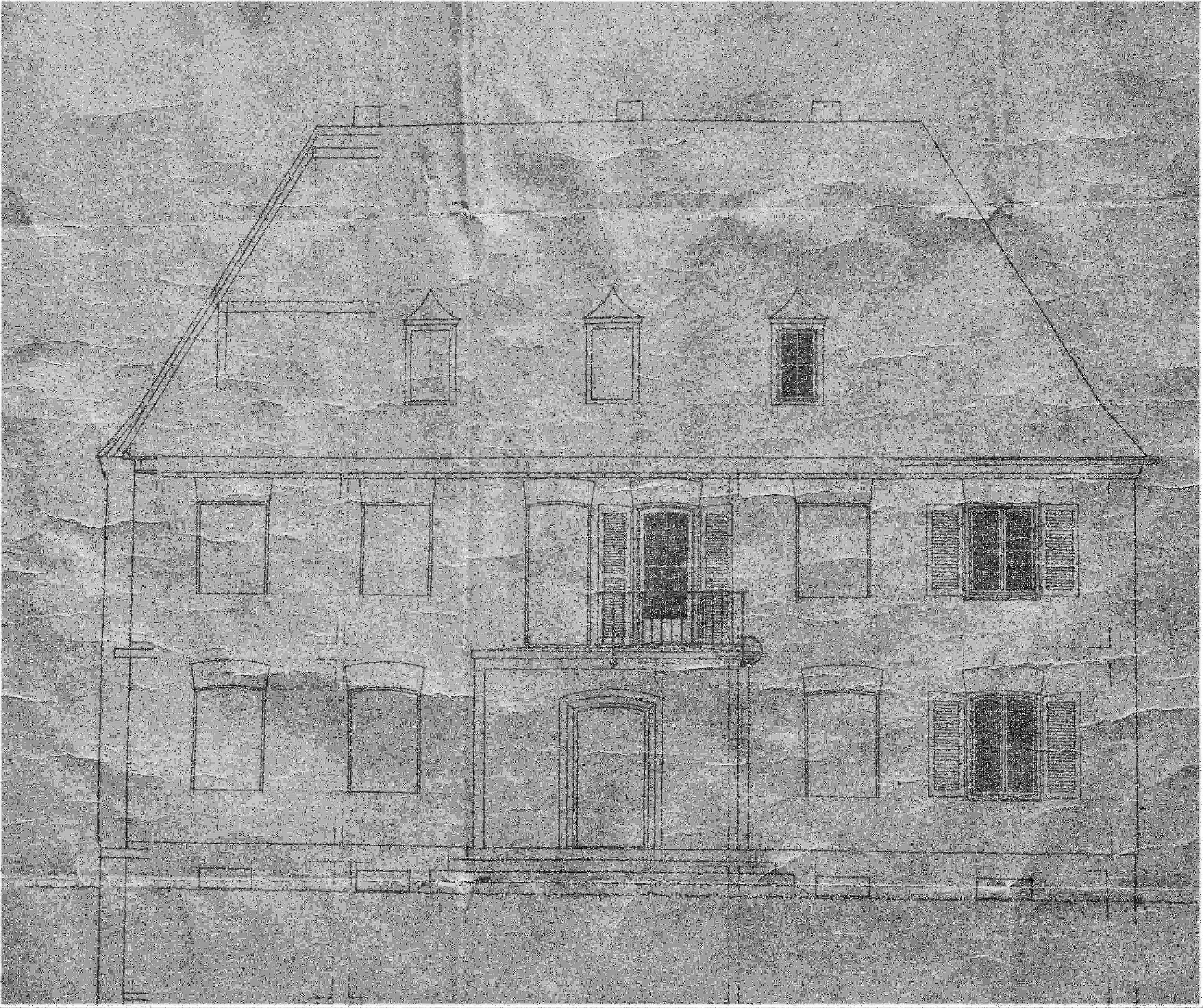
Entwurf der Hauptfassade von Haus Brühl von Ernst Walther (1948)

Die Heimatschutzarchitektur als traditionelle Form der Moderne spielte beim Wiederaufbau der kriegszerstörten Städte im Rheinland eine wichtige Rolle, vor allem auch in Jülich. Ernst Walther, ein Absolvent der RWTH Aachen und Vertreter der Aachener Schule, war damals Kreis- und Stadtbaumeister in Jülich. Ursprünglich wollte der Bauherr an gleicher Stelle einen Bungalow errichten, jedoch wurde der von Ernst Walther hierfür erstellte Entwurf von der zuständigen Baurechtsbehörde als nicht ortstypische Architektur abgelehnt.

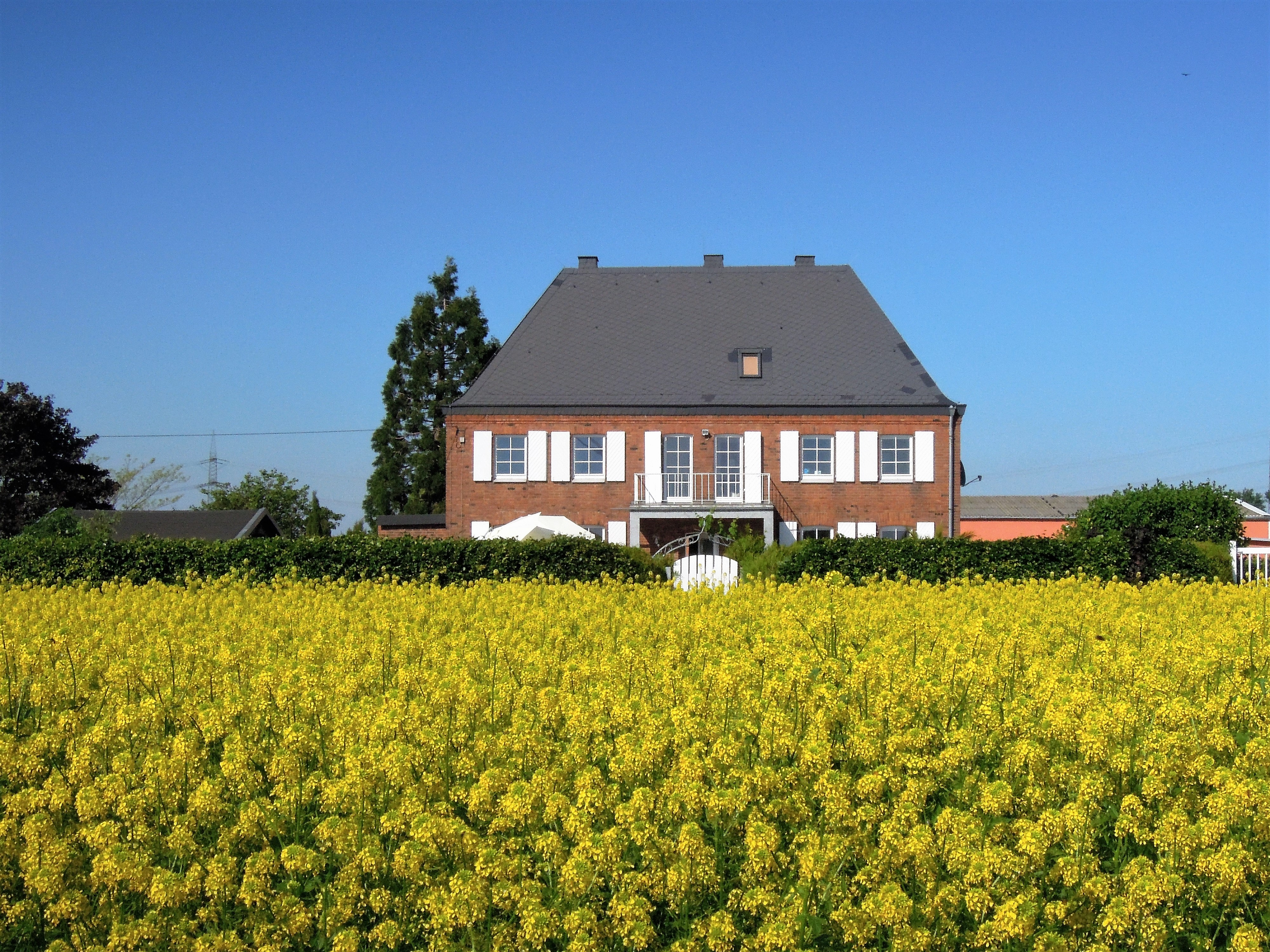
Blick auf Haus Brühl (von der Feldflur Maulweg aus gesehen)

Haus Brühl entstand rund 400 Meter südöstlich des kleinen Dorfes Merzenhausen in der Feldflur „Brühlsfeld“, der das Haus seinen Namen verdankt. Das Gebäude wurde von den Bauunternehmern Wilhelm Pickartz aus Koslar und Gehlen aus Barmen ausgeführt. Am 5. Februar 1948 genehmigte das Kreisbauamt Jülich den Entwurf Walthers für eine Villa mit rückwärtiger Hofanlage, die damals nicht ausgeführt wurde.

Diele von Haus Brühl mit Solnhofener Platten

Allerdings forderte die Behörde, das Gebäude mit geplanten vier Achsen an der Langseite um zwei Achsen zu erweitern und die eingeschossige Garage in den Baukörper zu integrieren. Für Walther war dies der Anlass, Fassadengestaltung und Grundriss völlig zu überarbeiten.

## Baubeschreibung

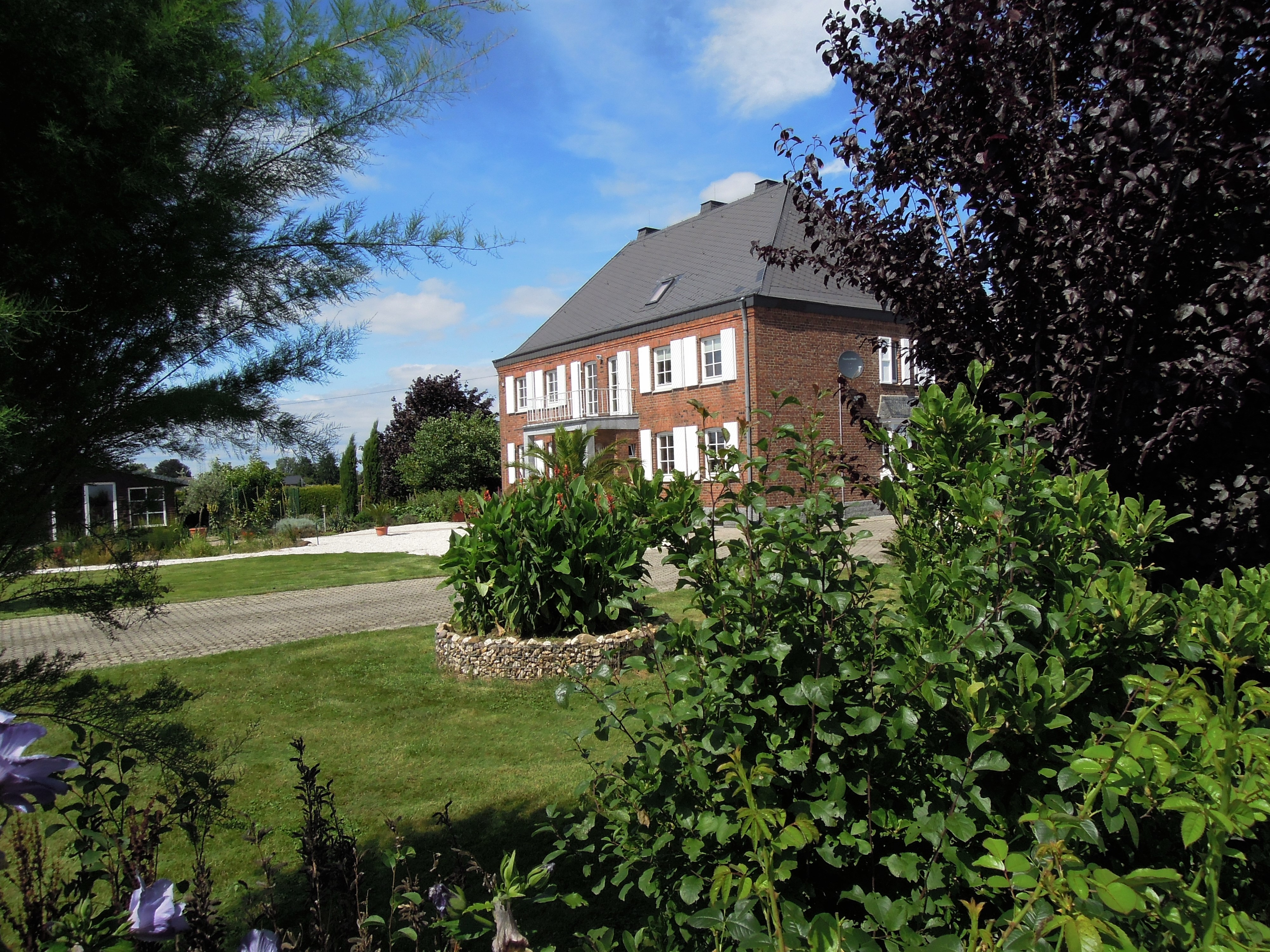
Haus Brühl liegt inmitten eines kleinen Parks.

Haus Brühl ist ein zweigeschossiger Ziegelbau mit hohem Walmdach über einem Sockelgeschoss, das Baumaterial ist offensichtlich eine Reminiszenz des Bauherrn an seine niederländische Heimat. Die Südwestfront des Gebäudes, das innerhalb eines kleinen Parks liegt, ist als Schauseite gestaltet. Sie hat sechs Achsen mit hochrechteckigen Holzsprossenfenstern und Schlagläden; die Fenster des Obergeschosses besitzen eine geringere Höhe als die im Untergeschoss.
Die beiden mittleren Achsen werden durch einen Altan akzentuiert, der von zwei  Pfeilern getragen wird und vom Obergeschoss durch zwei Türen zugänglich ist. Unterhalb des Altans befindet sich der Haupteingang mit einer Freitreppe. Die übrigen Seiten des Hauses sind in ihrer Gliederung weniger regelmäßig. Walthers Entwurf zeichnet sich durch Eleganz und Präzision aus. Das Farbspiel im Material der roten Ziegel, das feine Traufgesims und die scheitrechten Bögen der Fenster sind hierfür charakteristisch.